# 2009 DD45
2009 DD45 é um pequeno asteroide Apollo que passou perto da Terra a uma altitude de 63 500 km no dia 2 de março de 2009 às 13:44 UTC. O asteroide foi descoberto por Robert McNaught, no Siding Spring Observatory na Austrália em 27 de fevereiro de 2009, somente três dias antes da sua aproximação máxima à Terra.
O diâmetro do asteroide foi estimado entre 20 e 50 metros, e passou a uma velocidade de 20 quilômetros por segundo. O porte do 2009 DD45 é semelhante ao do asteroide ou cometa que explodiu no evento de Tunguska, na Sibéria, no dia 30 de junho de 1908, que com um tamanho estimado de 30 metros provocou uma explosão com a força de mil de bombas atômicas destruindo milhões de árvores em uma extensão de mais de 2 000 quilômetros quadrados.
2009 DD45 passou a um quinto da distância entre a Terra e a Lua, e ao dobro da distância dos satélites em órbita. 2009 DD24 passou mais afastado que o anterior asteroide que se passou perto do planeta, 2004 FU162, que passou a 6 500 km da Terra em 2004, porém, de menor tamanho (6 metros).